# Caçadores de Mentes
Mindhunters (br/pt: Caçadores de Mentes) é um filme estadunidense de 2004, do gênero suspense, dirigido por Renny Harlin.

## Sinopse
Em uma ilha remota o FBI desenvolve um programa de treinamento para sua divisão de perfis e resgates psicológicos, chamada Caçadores de Mentes. Este programa é usado para rastrear serial killers. Entretanto, o treinamento apresenta problemas quando sete jovens agentes descobrem que um deles é na verdade um serial killer, que está decidido a matar os demais.

## Elenco
- LL Cool J... Gabe Jensen
- Eion Bailey .... Bobby Whitman
- Patricia Velasquez .... Nicole Willis
- Clifton Collins Jr. .... Vince Sherman
- Will Kemp .... Rafe Perry
- Val Kilmer .... Jake Harris
- Jonny Lee Miller .... Lucas Harper
- Kathryn Morris .... Sara Moore
- Christian Slater .... J.D. Reston

## Dados da produção
- Inicialmente Caçadores de Mentes seria lançado nos Estados Unidos pela 20th Century Fox, tendo seus direitos de distribuição posteriormente adquiridos pela Dimension Films.
- Caçadores de Mentes inicialmente seria lançado nos cinemas norte-americanos em 2003, mas devido à boa recepção que teve em exibições teste teve seu lançamento adiado para o verão norte-americano de 2004. Entretanto o rompimento dos irmãos Weinstein com a Disney fez com que vários filmes da Miramax e da Dimension Films tivessem seu lançamento adiado, o que fez com que o filme apenas chegasse aos cinemas em maio de 2005.
- Inicialmente seria Peter Howitt o diretor de Caçadores de Mentes.
- Renny Harlin estava comprometido a dirigir O Som do Trovão, mas desistiu do filme para poder dirigir Caçadores de Mentes.
- O diretor Renny Harlin conversou com vários agentes do FBI antes das filmagens, como forma de preparação.
- Foram oferecidos personagens a Ryan Phillippe, Reese Whiterspoon, Christopher Walken, Martin Sheen e Gary Busey.
- Inicialmente seria Gerard Butler o intérprete de Lucas Harper, mas ele desistiu do personagem para poder atuar em Linha do Tempo.
- Como parte de sua preparação, LL Cool J perdeu 18 quilos e passou algum tempo com detetives do setor de homicídios da Filadélfia.
- O personagem de Christian Slater chama-se J.D., o mesmo nome do personagem interpretado pelo ator em Atração Mortal.
- Os dominós usados nos close-ups vistos no filme eram na verdade dez vezes maiores do que o tamanho normal das peças.
- As filmagens foram inteiramente realizadas na Holanda.
- Para maximizar o desconto em impostos e manter o orçamento o mais baixo possível, a pós-produção de Caçadores de Mentes foi realizada na Inglaterra.
- David Julyan era o compositor original de Caçadores de Mentes, sendo substituído poucos dias antes da trilha sonora do filme ser gravada.
- Paul Martin Smith foi contratado como editor de Caçadores de Mentes devido ao estúdio ter se impressionado com seu trabalho em Star Wars: Episódio 1 - A Ameaça-Fantasma (1999).
- Vários finais foram rodados para Caçadores de Mentes, com o final exibido no filme sendo decidido após várias exibições-teste.
- Lançado diretamente em vídeo no Brasil.
- O orçamento de Caçadores de Mentes foi de 27 milhões de dólares e a receita foi de 21,1 milhões de dólares.[3]